# 天下無敵のジェシカ・ジェームズ
『天下無敵のジェシカ・ジェームズ』（原題:The Incredible Jessica James）は2017年に配信されたアメリカ合衆国のコメディ映画。監督はジェームズ・C・ストラウス、主演はジェシカ・ウィリアムズが務めた。

## ストーリー
ジェシカ・ジェームズは劇場で働く自立心の強い女性だったが、恋人のデーモンとの破局から立ち直れずにいた。そんな彼女は出会い系サイトで知り合った男性とデートすることにしたが、心の傷はなおも癒えなかった。そんな親友の姿を見かねたターシャはジェシカとブーンを引き合わせることにした。ブーンもまた別れた妻（マンディ）のことを引きずっていた。2人のデートは双方の破局体験に話が及んだため、実に暗い雰囲気になったが、最終的にはお互いに打ち解けることができた。その夜、2人はベッドを共にしたが、一線を越えるには至らなかった。
子供たちとのワークショップを取り仕切っているときも、ジェシカの頭からデーモンが離れることはなかった。その後、ジェシカはブーンと散歩に出かけることになった。散歩中、2人は別れた恋人に未練があることを認めたが、それを断ち切って新しい人生を歩まなければならないという点でも合意した。その第一歩として、2人は別れた恋人のSNSアカウントのフォローを解除し、代わりにお互いのアカウントをフォローすることにした。それ以来、ジェシカとブーンはデートを重ねることになった。そんなある日、ジェシカがブーンの家を訪ねたところ、そこにはマンディがいた。ブーンは弁明しようとしたが、ショックを受けたジェシカはそのまま逃げ去ってしまった。
劇作家としても、プライベートでも行き詰まったジェシカだったが、ワークショップで舞台女優として有名なサラ・ジョーンズと話す機会を得た。サラの放った一言がジェシカの蒙を一気に啓くこととなった。

## キャスト
※括弧内は日本語吹替
- ジェシカ・ジェームズ - ジェシカ・ウィリアムズ（根本圭子）
- ブーン - クリス・オダウド（郷田ほづみ）
- ターシャ - ノエル・ウェルズ（佐伯美由紀）
- デーモン - ラキース・スタンフィールド（内田夕夜）
- マンディ - メーガン・ケッチ
- ミセス・フィリップス - ザブリナ・ゲバラ（天野真実）
- ジェルサ - スーザン・ヘイワード
- 出会い系サイトで知り合った男性 - ウィル・スティーヴン
- ミセス・タガート - アン・カーニー
- シャンドラ - タリヤー・ウィテカー（伊集院茉衣）
- サラ・ジョーンズ - 本人

## 公開
2017年1月23日、Netflixが本作の全世界配信権を獲得したと報じられた。27日、本作はサンダンス映画祭でプレミア上映された。6月23日、本作の予告編が公開された。

## 評価
本作は批評家から好意的に評価されている。映画批評集積サイトのRotten Tomatoesには50件のレビューがあり、批評家支持率は86%、平均点は10点満点で7点となっている。サイト側による批評家の見解の要約は「『天下無敵のジェシカ・ジェームズ』のストーリーはスタンダードなものだが、新しさを感じられる。それは偏に、スター性の萌芽があるジェシカ・ウィリアムズの魅力的な演技によるものであろう」となっている。また、Metacriticには15件のレビューがあり、加重平均値は72/100となっている。